# Siphlonurus occidentalis
Espèce
Siphlonurus occidentalis est une espèce d'insectes de l'ordre des Ephemeroptera (les éphémères), de la famille des Siphlonuridae.

## Répartition géographique
Cette espèce se rencontre en Alaska, au Canada, dans le territoire américain continental et au Mexique.